# Карлота Кастрехана
Марија Карлота Кастрехана Фернандез (шп. María Carlota Castrejana Fernández; Логроњо 25. април 1973) је свестрана шпанска спортисткиња, која се тренутно такмичи у троскоку, али је такође успешно учествовала у дисциплинама у скоку увис и скоку удаљ. Пре него што се почела бавити атлетиком била је професионална кошаркашица.
Кастрехана је једна од ретких спортисткиња која је четири пута учествовала на Олимпијским играма и то Олимпијским играма 1992. у Барселони као кошаркашица, а Олимпијским играма 2000. у Сиднеју, Олимпијским играма 2004. у Атини Олимпијским играма 2008. у Пекингу као атлетичарка у дисциплини троскок.

## Спортска каријера

### Кошарка
Кастрехана је била професионална кошаркашица од 14-те до 18-те године. Играла је у репрезентацији Шпаније на Олимпијским играма 1992 у Барселони, када су заузели девето место. Као репрезентативка освојила је и златну медаљу на Медитеранским играма у Грчкој 1991. и сребрну на Светском првенство у кошарци за јуниоре 1990.

### Атлетика
Након Олимпијских игара, имајући велике физичке предиспозиције, определија се за атлетику, где се у почетку специјализовала за скок увис и после две године такмичења поставила је рекорд Шпаније са 1,89 метара. Године 1998. мења дисциплину у скок удаљ, али се није показала успешном како је мислила јер је достигла дужину од 6,47 метара. Тренер је мислио да има веће шансе у троскоку, где је направила свој највећи успех 4. марта 2007, када је постала првак на Европском првенству у дворани 2007. у Бирмингему, Уједињено Краљевство, постигавши рекор Шпаније са скоком од 14,64 метара.

## Значајнији резултати
| Год. | Такмичење                       | Место               | Пласман | Резултат  |
| ---- | ------------------------------- | ------------------- | ------- | --------- |
| 2001 | Универзијада                    | Пекинг, Кина        | 11      | 13,38     |
| 2001 | Медитеранске игре               | Тунис, Тунис        | 3       |           |
| 2002 | Европско првенство у дворани    | Беч, Аустрија       | 8       | 13,47     |
| 2002 | Европско првенство у дворани    | Беч, Аустрија       | 10      | Скок удаљ |
| 2002 | Европско првенство на отвореном | Минхен, Немачка     | 11      | 13,82     |
| 2002 | ИААФ Светски куп                | Мадрид, Шпанија     | 3       | 14,13     |
| 2003 | Светско првенство у дворани     | Бирмингем, Енглеска | 6       | 14,32 НР  |
| 2005 | Европско првенство у дворани    | Мадрид, Шпанија     | 3       | 14,45 НР  |
| 2005 | Светско првенство на отвореном  | Хелсинки, Финска    | 11      | 13,86     |
| 2005 | Медитеранске игре               | Алмерија, Шпанија   | 2       | 14,60 НР  |
| 2006 | Европско првенство на отвореном | Гетеборг, Шведска   | 11      | 13,74     |
| 2007 | Европско првенство у дворани    | Бирмингем, Енглеска | 1       | 14,64 НР  |
| 2007 | ИААФ финале                     | Штутгарт, Немачка   | 7       | 13,91     |
| 2008 | Олимпијске игре                 | Пекинг, Кина        | 16      | 14,02     |

### Лични рекорди
- на отвореном:

скок увис — 1,89 m 29. мај 1996. Малага Шпанија
скок удаљ — 6,47 m 4. јул 1998. Basauri, Шпанија
троскок — 14,60 m 1. јул 2005. Алмерија, Шпанија
- у дворани

скок увис — 1,80 m 10. март 1995. Барселона Шпанија
скок удаљ — 6,37 m 17. фебруар 2002. Севиља, Шпанија
троскок — 14,64 m 4. март 2007. Бирмингем, Уједињено Краљевство

### Рекорди Шпаније
- Троскок на отвореном: 14,51 (2002); 14,60 (2005)
- Троскок у дворани: 14,22 - 14,32 (2003) - 14,37 (2004) - 14,42, 14,44, 14,45 (2005) - 14,64 (2007)
- Скок увис на отвореном:1,89 (1996)
- Скок увис у дворани: 1,80 (1995)